# Леоні Маєр
Леоні Маєр (нім. Leonie Maier, 29 вересня 1992, Штутгарт) — німецька футболістка, Олімпійська чемпіонка. Захисниця футбольної команди «Евертон» та національної збірної Німеччини.

## Ігрова кар'єра
Вихованка клубу «Ремзек».
Леоні розпочала свою кар'єру 2009 виступами за дорослу команду «Зіндельфінген». Відігравши один сезон перейшла до команди СК 07 «Бад-Ноєнар», що виступає в другій Бундеслізі.
Влітку 2013 перейшла до мюнхенської «Баварії».

## Збірна
У складі юніорської збірної Німеччини різних вікових груп виступала з 2008 по 2011. На юніорському рівні провела 33 матчі, забила чотири голи.
У 2012 залучалась до складу молодіжної збірної Німеччини, провела в складі молодіжної збірної 12 матчів, забила три голи. 
До складу національної збірної Німеччини залучається з 2013. Олімпійська чемпіонка 2016.

### Голи в складі збірної
| Маєр – голи за національну збірну | Маєр – голи за національну збірну | Маєр – голи за національну збірну | Маєр – голи за національну збірну | Маєр – голи за національну збірну | Маєр – голи за національну збірну | Маєр – голи за національну збірну |
| #                                 | Дата                              | Місце                             | Суперник                          | Гол                               | Рахунок                           | Турнір                            |
| --------------------------------- | --------------------------------- | --------------------------------- | --------------------------------- | --------------------------------- | --------------------------------- | --------------------------------- |
| 1.                                | 19 червня 2013                    | Падерборн, Німеччина              | Канада                            | 1–0                               | 1–0                               | Товариський матч                  |
| 2.                                | 29 червня 2013                    | Мюнхен, Німеччина                 | Японія                            | 1–0                               | 4–2                               | Товариський матч                  |
| 3.                                | 26 жовтня 2013                    | Копер, Словенія                   | Словенія                          | 2–0                               | 13–0                              | Кваліфікація ЧС-2015              |
| 4.                                | 18 вересня 2015                   | Галле, Німеччина                  | Угорщина                          | 2–0                               | 12–0                              | Кваліфікація ЧЄ-2017              |
| 5.                                | 22 жовтня 2015                    | Вісбаден, Німеччина               | Росія                             | 2–0                               | 2–0                               | Кваліфікація ЧЄ-2017              |
| 6.                                | 3 березня 2016                    | Тампа, США                        | Франція                           | 1–0                               | 1–0                               | Кубок SheBelieves                 |
| 7.                                | 16 вересня 2016                   | Хімки, Росія                      | Росія                             | 2–0                               | 4–0                               | Кваліфікація ЧЄ-2017              |
| 8.                                | 4 липня 2017                      | Зандгаузен, Німеччина             | Бразилія                          | 3–1                               | 3–1                               | Товариський матч                  |

Джерело:

## Титули і досягнення

### Клубні
«Баварія»
- Чемпіонка Німеччини (2): 2015, 2016

### Збірна
- Чемпіонка Європи серед юніорок (U-17) (1): 2009
- Чемпіонка Європи серед юніорок (U-19) (1): 2011
- Чемпіонка Європи (1): 2013
- Олімпійська чемпіонка (1): 2016.